# Верхній Заємкуч
Верхній Заємку́ч (рос. Верхний Заемкуч) — присілок у складі Великоустюзького району Вологодської області, Росія. Входить до складу Зарічного сільського поселення.

## Населення
Населення — 7 осіб (2010; 8 у 2002).
Національний склад (станом на 2002 рік):
- росіяни — 100 %